# Graticladus severus

Graticladus severus  (лат.) — ископаемый вид насекомых из семейства Ischnoneuridae (Hypoperlida). Пермский период (Сояна, около 270 млн лет), Европа, Архангельская область. Длина переднего крыла 48 мм, ширина — 11,5 мм. Вместе с видом Graticladus apiatus из Пермского края (от которого отличается особенностями жилкования крыльев) образует род Graticladus Novokshonov and Aristov, 2004.